# Wólka Kosowska
Wólka Kosowska (prononciation : [ˈvulka kɔˈsɔfska]) est un village polonais de la gmina dusznowola dans le powiat de Piaseczno de la voïvodie de Mazovie dans le centre-est de la Pologne.
Il se situe à environ 8 kilomètres au sud-ouest de Lesznowola (siège de la gmina), 12 kilomètres à l'ouest de Piaseczno (siège du powiat) et à 21 kilomètres au sud-ouest de Varsovie (capitale de la Pologne).
Wólka Kosowska est une des Chinatowns polonaises.
Le village compte approximativement une population de 385 habitants en 2010.

## Histoire
De 1975 à 1998, le village appartenait administrativement à la voïvodie de Varsovie.